# Bài ca đất phương Nam
"Bài ca đất phương Nam" là ca khúc chủ đề cho bộ phim truyền hình Đất phương Nam, do nhạc sĩ dân ca, nhà sưu tầm nghiên cứu âm nhạc dân gian Nam Bộ Lư Nhất Vũ viết nhạc và vợ ông là nhà thơ Lê Giang phổ lời. Người trình bày chính thức cho ca khúc là Tô Thanh Phương.
Không lâu sau khi ra mắt, bài hát đã dứt khỏi bộ phim đứng độc lập, không còn chỉ của bộ phim mà đã trở thành một bài ca đặc trưng dành cho vùng đất phương Nam được khán giả thừa nhận mà không phải qua bất cứ cuộc bình chọn hay công nhận nào. Bài hát được đánh giá là đã gây xúc động cho đông đảo người xem, một trong những bài nhạc chủ đề phim Việt "khiến khán giả điên đảo".
Bài hát cũng được nhiều ca sĩ thể hiện lại, bao gồm: Hương Lan, Bích Phượng, Như Quỳnh, Phi Nhung, Trọng Phúc, Cẩm Ly, Quốc Đại và Lương Bích Hữu, Phương Mỹ Chi...

## Nội dung
Dạo đầu của ca khúc mang âm hưởng đặc sắc của các giọng họ trên sông nước và điệu hò trên cạn của vùng đất Nam Bộ. Bài hát có cấu trúc hai đoạn:
- Đoạn 1: Chậm rãi tình cảm, mang hơi thở điệu Oán với điệu Nam, nhịp điệu mô phỏng âm hưởng tiết tấu đờn ca tài tử Nam Bộ, lời bài hát thì được trau chuốt gắn kết với giai điệu dễ nhớ.
- Đoạn 2: Phấn chấn, gần như nhịp vó ngựa, vận dụng điệu thức Nam với lời ca thôi thúc.

Đáng lưu ý trong ca khúc khi Lý con sáo và Lý ngựa ô trở thành biểu tượng của sự khao khát tự do, sự hiên ngang bất khuất cùng với đoàn người lặn lội về phương Nam khẩn hoang lập nghiệp.

## Đánh giá
- Diễn viên Nguyễn Hậu, chủ nhiệm bộ phim Đất phương Nam chia sẻ "Khi nhạc sĩ Lư Nhất Vũ đem nhạc điệu Nam bộ vào bài hát, mọi tinh thần về đất và người nơi đây đều được chuyển tải một cách da diết, tinh tế và thấm thía".[4]
- Diễn viên Lê Quang, người vào vào vai Võ Tòng trong phim Đất phương Nam cho biết ca khúc chính là bài hát anh biểu diễn thường xuyên trên các sân khấu dù bộ phim đã kết thúc 18 năm.[4][5]